# Wincenty Raszewski (aktor)
Wincenty Raszewski (także Raszowski, działał od 1816, zm. 28 listopada 1850 w Płocku lub Łowiczu) – polski aktor i przedsiębiorca teatralny, dyrektor teatrów prowincjonalnych.

## Kariera aktorska
W 1816 r. występował w zespole Józefa Hensla. Poza własnym zespołem teatralnym, grał także w teatrze krakowskim (sez. 1830/1831, 1833/1834 oraz 1846/1847). Przez krótki okres w 1832 r. występował w zespole Jana Aśnikowskiego w Lublinie. Wystąpił m.in. w rolach Tandeciarza (Na dole i na górze) i Don Pedra (Inez de Castro).

## Zarządzanie zespołami teatralnymi
W 1819 r. zorganizował własny zespół teatralny, z którym dawał przedstawienia w Łowiczu, a w kolejnych latach także w wielu innych miejscowościach na prowincji: w Radomiu, Siedlcach, Nowogródku, Brześciu Litewskim, Lublinie, Zamościu, Grodnie, Suwałkach, Płocku, Kaliszu, Piotrkowie, Wieluniu, Kielcach, Busku, Poznaniu, Gnieźnie, Kutnie, Rawie, Radomsku, Częstochowie, Krasnymstawie, Dąbrowie Górniczej, Łęcznej, Łomży, Białej Podlaskiej, Kownie, Mławie, Lipnie i Włocławku. Okresowo zawierał współpracę z innymi przedsiębiorcami teatralnymi np. Franciszkiem Pique’m, Tomaszem Andrzejem Chełchowskim i Ludwikiem Heckerem. Zespół z krótkimi przerwami działał do 1846 r. W kolejnych latach Wincenty Raszewski również stał na czele zespołów teatralnych np. w Łowiczu i Białej Rawskiej w 1848 r. i w Łowiczu w 1850 r.

## Życie prywatne
Był żonaty z aktorką teatralną Julią z Surinów. Ich synowie: Antoni i Michał również byli zawodowo związani z teatrem.